# Listă de filme britanice din 1988
Aceasta este o listă de filme britanice din 1988:

## Lista
| Titlu                              | Regizor                        | Distribuție                                               | Gen            | Note                                              |
| ---------------------------------- | ------------------------------ | --------------------------------------------------------- | -------------- | ------------------------------------------------- |
| The Adventures of Baron Munchausen | Terry Gilliam                  | John Neville, Eric Idle                                   | Action/comedy  |                                                   |
| American Gothic                    | John Hough                     | Rod Steiger                                               | Horror         | Co-production with Canada                         |
| American Roulette                  | Maurice Hatton                 | Andy García, Kitty Aldridge                               | Thriller       |                                                   |
| Burning Secret                     | Andrew Birkin                  | Klaus Maria Brandauer, Faye Dunaway                       | Drama          |                                                   |
| Buster                             | David Green                    | Phil Collins, Julie Walters                               | Comedy/crime   |                                                   |
| A Chorus of Disapproval            | Michael Winner                 | Jeremy Irons, Anthony Hopkins                             | Comedy         |                                                   |
| Consuming Passions                 | Giles Foster                   | Vanessa Redgrave, Jonathan Pryce                          | Comedy         |                                                   |
| The Courier                        | Frank Deasy, Joe Lee           | Gabriel Byrne, Ian Bannen                                 | Action         |                                                   |
| The Dawning                        | Robert Knights                 | Anthony Hopkins, Rebecca Pidgeon, Trevor Howard           | Drama          | Trevor Howard's final film                        |
| Distant Voices, Still Lives        | Terence Davies                 | Lorraine Ashbourne, Jean Boht                             | Drama          |                                                   |
| Dream Demon                        | Harley Cokeliss                | Jemma Redgrave, Timothy Spall, Jimmy Nail                 | Horror         |                                                   |
| The Dressmaker                     | Jim O'Brien                    | Joan Plowright, Billie Whitelaw, Jane Horrocks            | Drama          |                                                   |
| Drowning by Numbers                | Peter Greenaway                | Joan Plowright, Juliet Stevenson, Joely Richardson        | Drama          | Entered into the 1988 Cannes Film Festival        |
| Empire State                       | Ron Peck                       | Cathryn Harrison, Jason Hoganson                          | Crime          |                                                   |
| A Fish Called Wanda                | Charles Crichton               | John Cleese, Jamie Lee Curtis, Kevin Kline, Michael Palin | Comedy         |                                                   |
| The Fruit Machine                  | Philip Saville                 | Emile Charles, Tony Forsyth                               | Thriller       |                                                   |
| A Handful of Dust                  | Charles Sturridge              | James Wilby, Kristin Scott Thomas, Rupert Graves          | Drama          |                                                   |
| Hawks                              | Robert Ellis Miller            | Timothy Dalton, Anthony Edwards                           | Comedy         |                                                   |
| Hellbound: Hellraiser II           | Tony Randel                    | Ashley Laurence, Doug Bradley                             | Horror         |                                                   |
| High Hopes                         | Mike Leigh                     | Phil Davis, Ruth Sheen                                    | Comedy drama   |                                                   |
| High Spirits                       | Neil Jordan                    | Peter O'Toole, Steve Guttenberg                           | Comedy         |                                                   |
| Howling IV: The Original Nightmare | John Hough                     | Romy Windsor, Michael T. Weiss                            | Horror         |                                                   |
| It Couldn't Happen Here            | Jack Bond                      | Pet Shop Boys                                             | Musical/drama  |                                                   |
| Just Ask for Diamond               | Stephen Bayly                  | Colin Dale, Saeed Jaffrey                                 | Family         |                                                   |
| The Lair of the White Worm         | Ken Russell                    | Hugh Grant, Catherine Oxenberg, Amanda Donohoe            | Horror         |                                                   |
| Little Dorrit                      | Christine Edzard               | Derek Jacobi, Joan Greenwood, Alec Guinness               | Literary drama |                                                   |
| Madame Sousatzka                   | John Schlesinger               | Shirley MacLaine, Navin Chowdhry                          | Drama          |                                                   |
| Mapantsula                         | Oliver Schmitz                 | Thomas Mogotlane, Marcel Van Heerden                      | Crime          | Co-production with South Africa                   |
| Olympus Force                      | James Fortune, Robert Garofalo | Linda Thorson, Richard Todd, John Draikas                 | Action         | Co-production with Greece                         |
| Paperhouse                         | Bernard Rose                   | Charlotte Burke, Ben Cross                                | Drama          |                                                   |
| Paris by Night                     | David Hare                     | Charlotte Rampling, Michael Gambon                        | Thriller       |                                                   |
| Pascali's Island                   | James Dearden                  | Ben Kingsley, Charles Dance, Helen Mirren                 | Drama          | Entered into the 1988 Cannes Film Festival        |
| Prisoner of Rio                    | Lech Majewski                  | Steven Berkoff, Paul Freeman                              | Drama          |                                                   |
| Run for Your Life                  | Terence Young                  | David Carradine, Lauren Hutton, George Segal, Franco Nero | Sport/drama    |                                                   |
| Salome's Last Dance                | Ken Russell                    | Glenda Jackson, Stratford Johns, Nickolas Grace           | Drama          | Based on Oscar Wilde's play Salome                |
| Soursweet                          | Mike Newell                    | Sylvia Chang, Danny Dun                                   | Drama          | Based on Timothy Mo's novel Sour Sweet            |
| Stealing Heaven                    | Clive Donner                   | Derek de Lint, Kim Thomson, Denholm Elliott               | Drama          | Co-production with Yugoslavia                     |
| Stormy Monday                      | Mike Figgis                    | Melanie Griffith, Tommy Lee Jones, Sting                  | Drama          |                                                   |
| A Summer Story                     | Piers Haggard                  | Imogen Stubbs, James Wilby                                | Romance        |                                                   |
| Testimony                          | Tony Palmer                    | Ben Kingsley, Sherry Baines                               | Biopic         |                                                   |
| Verónico Cruz                      | Miguel Pereira                 | Juan José Camero, Gonzalo Morales                         | Drama          | Co-production with Argentina                      |
| Without a Clue                     | Thom Eberhardt                 | Michael Caine, Ben Kingsley                               | Comedy         | Sherlock Holmes spoof                             |
| A World Apart                      | Chris Menges                   | Jodhi May, Barbara Hershey, Jeroen Krabbé                 | Drama          | Won three awards at the 1988 Cannes Film Festival |
| Yellow Pages                       | James Kenelm Clarke            | Chris Lemmon, Jean Simmons                                | Comedy         | [ 2 ]                                             |